# Robert Darwin
Robert Waring Darwin (FRS; Lichfield, 30 maggio 1766 – Shrewsbury, 13 novembre 1848) è stato un medico inglese, padre di Charles Darwin. Fu un membro dell'influente famiglia Darwin–Wedgwood.

## Biografia
Darwin nacque a Lichfield, figlio del medico Erasmus Darwin e della sua prima moglie, Mary Howard. Il suo nome deriva dallo zio, Robert Waring Darwin di Elston (1724-1816), scapolo. La madre morì nel 1770 e Mary Parker, la governante assunta per accudirlo, divenne l'amante del padre e diede a Erasmus due figlie illegittime.
Nel 1783 Robert Darwin iniziò gli studi di medicina all'Università di Edimburgo, dove pare abbia preso alloggio presso il professore di chimica Joseph Black. Suo padre lo mandò poi per alcuni mesi all'Università di Leida, nei Paesi Bassi, dove si laureò il 26 febbraio 1785. La sua tesi di laurea a Leida fu notevole e venne pubblicata nelle Philosophical Transactions, ma è possibile che il padre lo abbia assistito in questo. John Walker era stato uno dei suoi principali maestri ad Edimburgo. Il 21 febbraio 1788 fu eletto fellow della Royal Society.

## Carriera
Nel 1787, quando non aveva ancora compiuto 21 anni, Darwin si stabilì a Shrewsbury, la città dello Shropshire. La storia di famiglia racconta che fu portato lì dal padre che gli diede 20 sterline, dicendogli: "Fammi sapere quando ne vuoi altre e te le manderò". Dopodiché, gli furono inviate altre 20 sterline dallo zio e questo fu tutto ciò di cui ebbe bisogno. Giovane alto e poi esile, si fece notare quando la moglie di un libraio di Wellington, che era in cura per una malattia da un medico dell'ospedale della contea, si ammalò pericolosamente, mentre il medico era fuori per diversi giorni per lavoro. Darwin fu chiamato e, poiché lo speziale non voleva dare informazioni, dovette decidere lui stesso la cura. La donna morì e ci fu una controversia su quale fosse il medico responsabile. Darwin pubblicò frettolosamente un opuscolo in cui dimostrava che l'altro medico l'aveva curata per una malattia che non aveva: mentre la sua reputazione andava crescendo, l'altro medico si era trasferito altrove. Dopo soli sei mesi, Darwin "aveva già tra i quaranta e i cinquanta pazienti" e nel giro di due anni aveva un'ampia pratica.  Per due o tre anni visse a St. John's Hill, poi si trasferì a The Crescent. Per anni, Darwin, rammaricandosi per il modo frettoloso in cui era stato scritto l'opuscolo, acquistò tutte le copie e le bruciò.
Grazie a piccole eredità della madre e di una zia, Darwin investì in abitazioni, acquistando la proprietà di diversi edifici a Shrewsbury e ricavandone degli affitti. Divenne uno dei principali azionisti del Trent and Mersey Canal e un investitore nella strada da Londra a Holyhead costruita da Thomas Telford come un'altra parte dell'infrastruttura della Rivoluzione industriale.

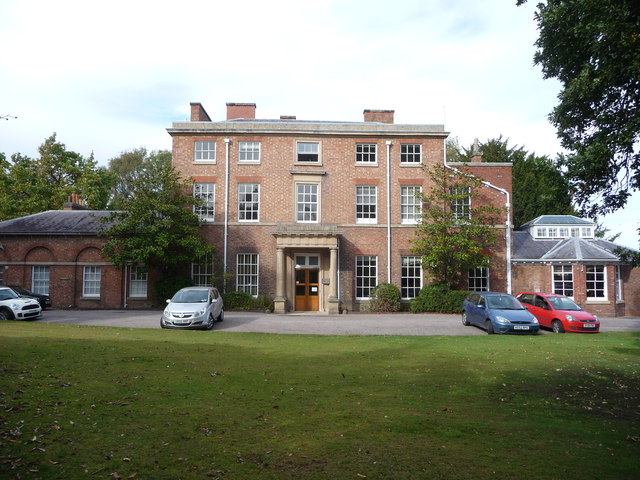
The Mount, a Shrewsbury

Erasmus Darwin raggiunse un accordo con il suo caro amico Josiah Wedgwood, in base al quale suo figlio Robert avrebbe sposato la figlia preferita di Wedgwood, Susannah Darwin, quando sarebbe stato in grado di mantenerla. Josiah morì nel gennaio 1795, lasciando 25.000 sterline a Susannah. A quel punto, Robert Darwin era già affermato e i due si sposarono il 18 aprile 1796. La loro prima figlia, Marianne, nacque a The Crescent. Robert Darwin acquistò un terreno che si affacciava sul fiume Severn e vi fece costruire, intorno al 1800, una grande casa in mattoni rossi che fu chiamata The Mount, dove nacquero tutti gli altri figli. Si dilettava molto nell'ampio giardino, che fece piantare con alberi e arbusti ornamentali, oltre ad avere particolare successo nella coltivazione di alberi da frutto.
Robert Darwin fu un uomo grande e grosso di 1,88 m, che, secondo quanto riferito, smise di pesarsi quando pesava 24 stone (336 lb, 153 kg). Richiedeva al suo cocchiere di testare le assi del pavimento delle case che visitava e doveva far costruire dei gradini di pietra speciali per entrare nella sua carrozza.
La sua esperienza a Edimburgo fu talmente apprezzata che mandò suo figlio Charles a studiare lì. In un primo momento, egli rifiutò di far partecipare il figlio al secondo viaggio del HMS Beagle, ma poi si convinse del contrario.

## Contributi scientifici
Robert Darwin fornì la prima prova empirica del fatto che i piccoli movimenti oculari vengono effettuati anche quando si cerca di tenerli fissi. Lo scoprì durante i suoi studi sulle immagini successive agli stimoli colorati, in cui notò che mentre una persona cercava di fissare un cerchio colorato, un bordo lucido appariva sullo sfondo bianco adiacente. Egli concluse "che per l'instabilità dell'occhio una parte della retina affaticata cade sul foglio bianco".

## Famiglia

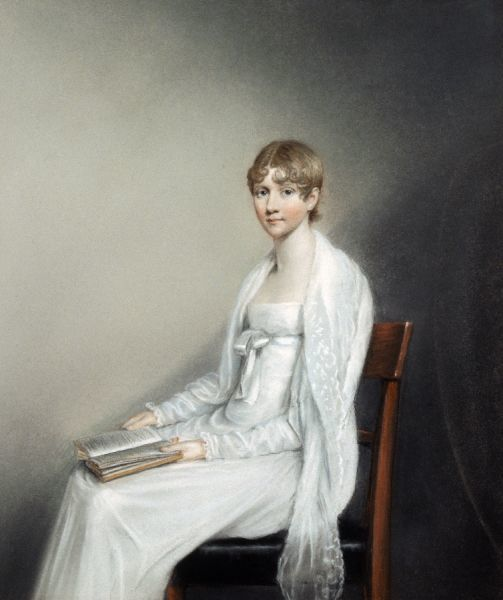
Caroline Darwin, figlia di Susannah Darwin, all'età di 16 anni, nel 1816.

Il 18 aprile 1796 sposò Susannah Wedgwood, figlia del fabbricante di ceramiche Josiah Wedgwood, a St Marylebone, nel Middlesex (ora parte di Londra). La coppia ebbe sei figli:
- Marianne Darwin (1798-1858), che sposò Henry Parker (1788-1858) nel 1824.
- Caroline Sarah Darwin (1800-1888), sposò il cugino Josiah Wedgwood III.
- Susan Elizabeth Darwin (1803-1866), nubile.
- Erasmus Alvey Darwin (1804-1881)
- Charles Robert Darwin (1809-1882)
- Emily Catherine Darwin (1810-1866), sposata nel 1863 con Charles Langton, uomo di chiesa e vedovo della cugina Charlotte Wedgwood.

Robert Darwin, la moglie e la figlia Susan sono sepolti nella chiesa di St Chad, a Montford, vicino a Shrewsbury.